# ماندانا زند کریمی
ماندا زند کریمی (اروین) نویسنده، متفکر و فعال حقوق بشر ایرانی زادهٔ استان لرستان است. وی یکی از افراد طایفه زند است. وی نخستین زن مدیر کل گمرک در ایران پیش از انقلاب بود. اروین در سال ۲۰۰۸ میلادی در دوران ریاست جمهوری جرج دابلیو بوش، به نمایندگی از ایالات متحده در کمیسیون وضعیت زنان سازمان ملل متحد (سی‌اس‌دابلیو) منصوب شد. وی همسر سابق سیامک پورزند، مادر بنفشه پورزند و از جمله مشاوران نامزد جمهوری‌خواه ریاست‌جمهوری آمریکا ۲۰۱۲ میت رامنی است.